# Lina
Lina  è un nome proprio di persona italiano femminile.

## Varianti
- Alterati: Linuccia, Linetta
- Maschili: Lino

### Varianti in altre lingue
- Croato: Lina[1]
- Danese: Lina[1], Line[1]
- Finlandese: Liina[1]
- Inglese: Lina[1]
- Lituano: Lina[1]
- Norvegese: Lina[1], Line[1]
- Olandese: Lien[1]
- Svedese: Lina[1]

## Origine e diffusione
Si tratta soprattutto di un ipocoristico di numerosi nomi che terminano in -lina, tra i quali Adelina, Carmelina, Paolina, Carolina, Evelina, Angelina, Messalina, Guendalina, Marcellina, Rosalina, Pasqualina, Mariolina e via dicendo. Tuttavia è anche usato come nome a sé stante.
Coincide con due altri prenomi omografi:  لينا (Lina), un nome arabo che significa "palma" oppure "tenera", e  लीना (Lina), nome indiano che vuol dire "assorbita", "unita".

## Onomastico
L'onomastico si può festeggiare lo stesso giorno del nome di cui costituisce un derivato o, nel caso sia considerato il femminile di Lino, il 23 settembre in memoria di san Lino papa.

## Persone
- Lina Andersson, fondista svedese

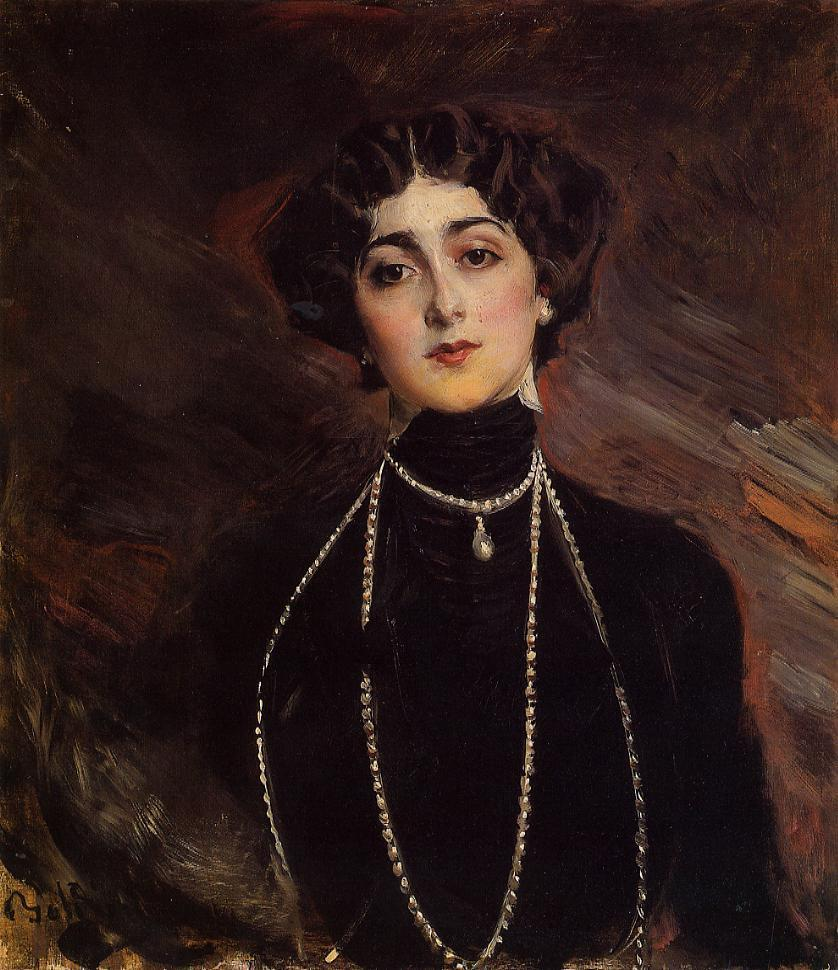
Lina Cavalieri

Lina Wertmüller

- Lina Basquette, attrice e ballerina statunitense
- Lina Bo Bardi, architetta italiana naturalizzata brasiliana
- Lina Cavalieri, soprano e attrice italiana
- Lina Gennari, cantante e attrice italiana
- Lina Kostenko, poetessa e scrittrice ucraina
- Lina Krasnoruckaja, tennista russa
- Lina Lancia, cantante e doppiatrice italiana
- Lina Medina, bambina peruviana, considerata la più giovane madre di cui si è a conoscenza.
- Lina Merlin, politica e partigiana italiana
- Lina Pagliughi, soprano italiano
- Lina Poletti, scrittrice italiana
- Lina Sastri, attrice e cantante italiana
- Lina Sotis, giornalista e scrittrice italiana
- Lina Termini, cantante italiana
- Lina Volonghi, attrice italiana
- Lina Wertmüller, regista e sceneggiatrice italiana

### Varianti
- Lien Gisolf, atleta olandese
- Line Monty, cantautrice algerina
- Line Renaud, cantante e attrice francese

## Il nome nelle arti
- Lina è il titolo di un sonetto di Umberto Saba, che appare nel Canzoniere, e che è dedicato alla moglie dell'autore, Lina.
- Lina è un'opera lirica di Amilcare Ponchielli del 1877, rifacimento dell'opera La savoiarda.

## Fumetti e serie TV
- Lina Inverse è un personaggio della serie manga e anime Slayers.
- Fata Lina è un personaggio del programma Melevisione.